# NGC 777
NGC 777 je galaksija u zviježđu Trokut.

## Vanjske poveznice
- SEDS: NGC 777